# Architis brasiliensis
Espèce
Synonymes
- Pisaurina brasiliensis Mello-Leitão, 1940
- Architis sinops Carico 1989

Architis brasiliensis est une espèce d'araignées aranéomorphes de la famille des Pisauridae.

## Distribution
Cette espèce est endémique du Brésil. Elle se rencontre dans les états d'Espírito Santo, du Mato Grosso, du Pará, du Pernambouc, d'Alagoas, de Bahia, du Minas Gerais, de Rio de Janeiro, de São Paulo, du Paraná, de Santa Catarina et du Rio Grande do Sul,.

## Description
Le mâle décrit par Santos en 2007 mesure 5,0 mm et la femelle 4,1 mm.

## Étymologie
Son nom d'espèce, composé de brasil et du suffixe latin -ensis, « qui vit dans, qui habite », lui a été donné en référence au lieu de sa découverte, le Brésil.

## Publication originale
- Mello-Leitão, 1940 : Aranhas do Espírito Santo coligidas por Mario Rosa, em 1936 e 1937. Arqos Zoológicos do Estado de São Paulo, vol. 2, p. 199-214.